# PlayClaw
PlayClaw - программа для захвата видео из игр и с десктопа с последующей записью на диск или трансляцией в сеть.

## Запись видео
В качестве основного источника видео поддерживаются игры и приложения, основанные на DirectX 9, 10, 11, 12, OpenGL и Vulkan, а также десктоп в системах Windows 7, 8 и 10. Поддерживаются 32 и 64-битные игры и системы.
Программа может кодировать видео, используя встроенный программный кодек MJPEG, а также аппаратные кодеки H.264/AVC MPEG-4 (Intel, AMD, Nvidia) и программный OpenH264.

## Онлайн трансляции
PlayClaw может транслировать видео на сервисы Twitch, Youtube и другие.

## Оверлеи
Программа поддерживает большое количество уже встроенных оверлеев, таких как FPS (показывает кол-во кадров в секунду), Время, Таймер, Секундомер, Изображение, Вебкамера, Веб браузер, Твитч чат оверлей, Системная информация и др. К оверлеям могут применяться эффекты постобработки, например Хромакей, Маска изображения и т.д.
PlayClaw - условно-бесплатная программа (shareware) без ограничения по времени пробного периода, но с водяным знаком (watermark) на видео и оверлеях.